# Platense Fútbol Club
El Platense Fútbol Club (Platense Fútbol Club Sociedad Anónima de Capital Variable) és un club hondureny de futbol de la ciutat de Puerto Cortés.

## Història
El club va ser fundat el 4 de juliol de 1960. Als seus inicis el club va tenir el suport de la companyia Tela Railroad Company, ja que la majoria dels seus jugadors també eren contractats per la companyia. Fou un dels clubs fundadors de la lliga hondurenya el 1964, competició de la qual fou primer campió. El club, però, va haver d'esperar 36 anys per obtenir el segon campionat.
El juny de 2012, el CD. Platense va descendir però es fusionà amb el CD Necaxa esdevenint Platense FC i romanent a la lliga Nacional.

## Palmarès
- Lliga hondurenya de futbol: [2]
  - 1965-66, 2000-01 Clausura
- Lliga d'ascens d'Hondures: 1
  - 1982
- Copa hondurenya de futbol: [3]
  - 1996, 1997, 2018

## Màxims golejadors
- Raúl Centeno Gamboa 53 gols
- Juan Manuel Cárcamo 52 gols
- Francisco Ramírez 47 gols
- Eduardo Antonio Laing 41 gols
- Oscar Piedrahita 33 gols
- Marcelo Ferreira 28 gols
- Carloso Alvarado 27 gols
- Dennis Caballero 26 gols
- Luis Alonso Perdomo 25 gols
- Marcelo Andres Verón 23 gols

## Galeria

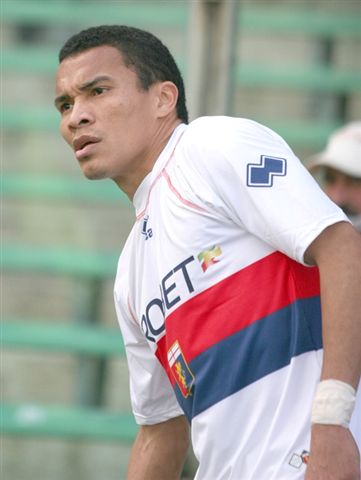
Julio César de León es formà al Platense

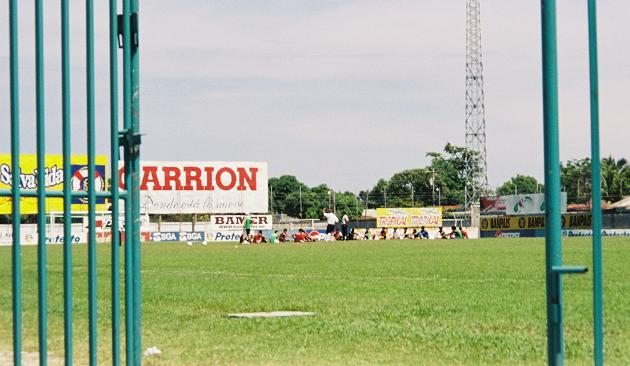
Entrenament a l'estadi Exelsior de Puerto Cortés

|  |  |